# Acer Allegro
De Acer Allegro of Acer W14 is een smartphone van het Taiwanese bedrijf Acer. Het is de eerste mobiele telefoon van het bedrijf met het Windows Phone, het besturingssysteem van de Amerikaanse softwaregigant Microsoft.

## Buitenkant
De Allegro wordt bediend door middel van een capacitief touchscreen. Dit lcd-scherm is 3,6 inch groot en in staat om 16 miljoen kleuren weer te geven. De telefoon heeft een resolutie van 480 bij 800 pixels, zoals elke Windows Phone 7-telefoon. Onder aan het scherm bevinden drie knoppen: een terugkeerknop, de thuisknop en een knop met zoekfunctie. Vergeleken met andere smartphones is de Allegro erg dik: 1,3 centimeter. Aan de achterkant zit een camera van 5 megapixel, maar aan de voorkant ontbreekt er een camera voor videobellen.

## Binnenkant
De telefoon beschikt over een 1GHz-Scorpion-processor van chipmaker Qualcomm. Het heeft een werkgeheugen van 512 MB en een opslaggeheugen van 8 GB, wat niet uitgebreid kan worden. De telefoon heeft een 1000mAh-Li-ionbatterij.